# Goręczyno
Goręczyno, dodatkowa nazwa w języku kaszubskim Gòrãczëno, (niem. Gorrenschin) – wieś kaszubska w Polsce położona w województwie pomorskim, w powiecie kartuskim, w gminie Somonino nad Radunią przy wschodnim krańcu Kaszubskiego Parku Krajobrazowego. Przez miejscowość prowadzi Szlak kajakowy rzeki Raduni. Najbliższa stacja kolejowa to Somonino lub Sławki na trasie magistrali węglowej (Maksymilianowo-Kościerzyna-Gdynia). Miejscowość jest placówką Ochotniczej Straży Pożarnej. W sezonie letnim Goręczyno pełni rolę zaplecza noclegowego pobliskiego Jeziora Ostrzyckiego.

## Geneza nazwy
Zapisy o wsi pochodzą z czasów książąt pomorskich z roku 1241 w postaci Goranchino i Goruchino. W kilka lat później (rok 1250) mamy zapis Goranczin, oddający rodzaj męski nazwy. Z wieku XVI i następnych stuleci pochodzą już poświadczenia oddające dzisiejszą postać nazwy także w formie graficznej (z wcześniejszych zapisów da się tylko odczytać współczesną nazwę), a więc Goręczyno czy Gorenczino. Niemcy pisali Gorenschin lub Gorrenschyn, a więc spółgłoskę cz oddawali przez sz.
Pierwsze zapisy nazwy wsi pozwalają na odczytanie Gorzęcino, późniejsze i dzisiejsza postać nazwy powodowana została wpływem niemieckim. Wpływem niemieckim objaśnić też trzeba przejście spółgłoski ć: Goręcino w cz: Goręczyno, podobnie jak Sulęcino w Sulęczyno, Borkocino w Barkoczyn, Glińe w Glinczu i innych nazwach pomorskich.
Jest to nazwa dzierżawcza od imienia Gorzęta, utworzonego z pierwszym członem Gorzeć czy Goreć o znaczeniu palić. Podobnie utworzone zostało imię Sulęta od Sulisław, Chwalęta od Chwalisław, Borzęta od Borzysław itd. Nazwa Goręcino była zestawieniem słowotwórczym typu Gorzęcino (siało), czyli Siło Gorzęty, po zaniku utożsamiającego Siło w nazwie przetrwała przydawka Gorzęcino.
Do 1918 roku obowiązującą nazwą niemieckiej administracji dla Goręczyna było Gorrenschin. Podczas okupacji niemieckiej nazwa Gorrenschin w 1942 roku została przez nazistowskich propagandystów niemieckich (w ramach szerokiej akcji odkaszubiania i odpolszczania nazw niemieckiego lebensraumu) zweryfikowana jako zbyt kaszubska i przemianowana na nowo wymyśloną i bardziej niemiecką - Görren.

## Historia Goręczyna
Od 1392 roku Goręczyno posiadało prawa wiejskie. Była to wieś kościelna należąca od 1461 roku do kartuzów. Parafia istniała tu od czasów książąt pomorskich, obecny kościół pod wezwaniem Św. Trójcy (dawniej pod wezwaniem św. Katarzyny) pochodzi z roku 1771. Nie spotyka się z nazwiska Goręczyński, nie notuje go także Słownik nazwisk współczesnych w Polsce używanych prof. K. Rymuta. W czasach książąt pomorskich Goręczyno było osobną kasztelanią. W 1241 roku książę pomorski Sambor II przekazał wieś biskupowi kujawskiemu Michałowi razem z 13 miejscowościami, wśród których były m.in. Kiełpino, Dzierżążno, Somonino, Rąty i Ostrzyce.
Na koniec 1892 r Goręczyno miała 656 mieszkańców - 654 Kaszubów katolików i 2 Niemców ewangelików. 
W roku 1913 wieś miała 840 mieszkańców. Właścicielem majątku ziemskiego był Joseph Flissikowski (Flisykowski). We wsi były 2 karczmy, których właścicielami byli Stolz i Voigt. Było 2 kowali: Jakob Niklas i Fritz Richert i szewc Alexander Lipski.
Od końca I wojny światowej wieś znajdowała się w granicach Polski (powiat kartuski). Do 1954 roku była siedzibą gminy Goręczyno. W latach 1954–1961 wieś należała i była siedzibą władz gromady Goręczyno, po jej zniesieniu w gromadzie Somonino. W latach 1975–1998 miejscowość położona była w województwie gdańskim.
W Goręczynie urodził się Alfons Flisykowski, dowódca obrony Poczty Polskiej w Gdańsku we wrześniu 1939 roku. Mieszkał tu Ludwik Piernicki, ofiara Grudnia 1970 – zginął w Gdyni 17 grudnia 1970 roku.

## Zabytki

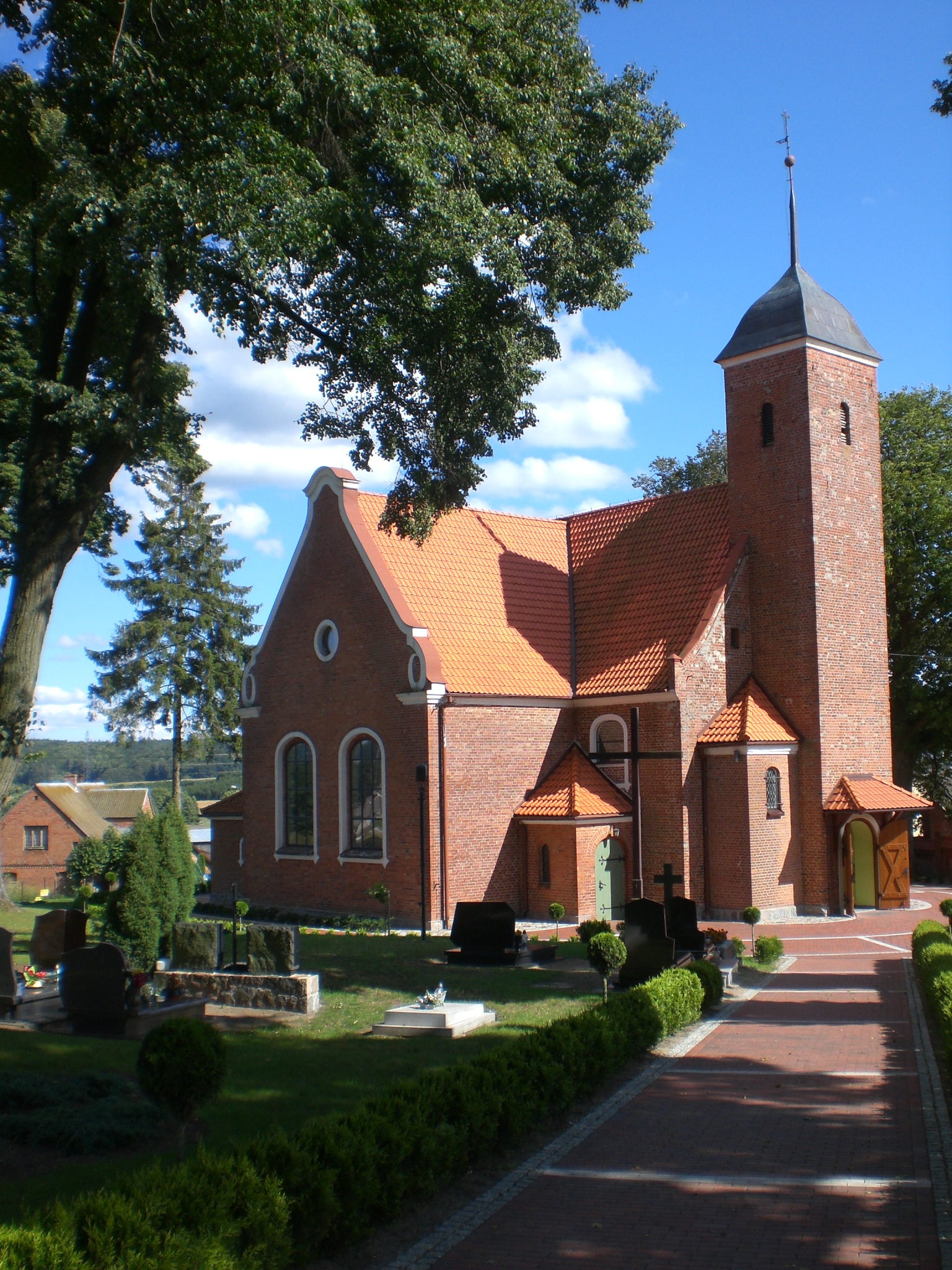
Kościół pw. Świętej Trójcy i Wszystkich Świętych

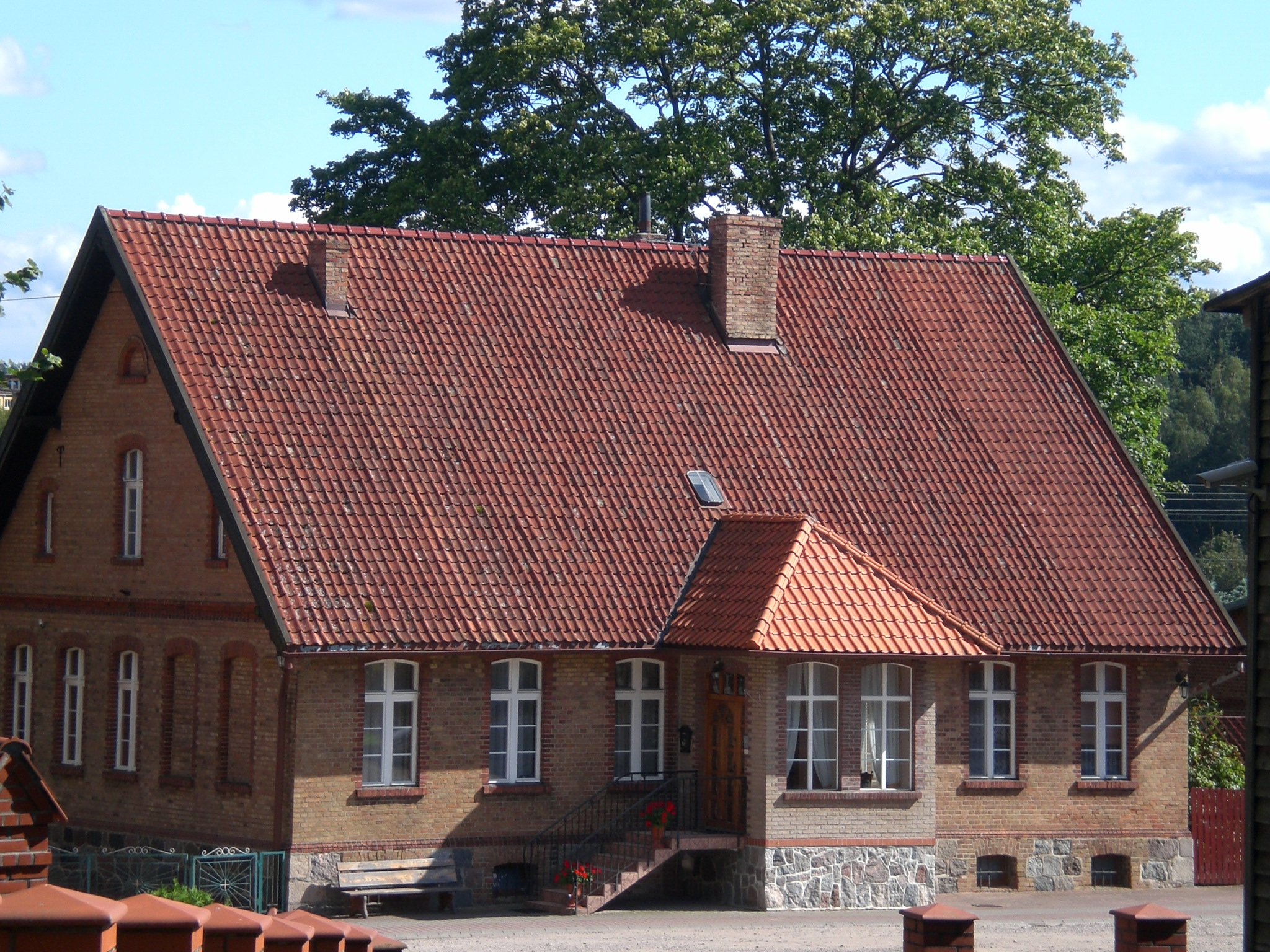
Plebania

Według rejestru zabytków NID na listę zabytków wpisany jest kościół parafialny pw. Świętej Trójcy i Wszystkich Świętych z 1639 roku, nr rej.: 352 z 20.02.1971.
Parafia w Goręczynie należy do najstarszych na Pomorzu. Została założona prawdopodobnie w XIII wieku. Patronką pierwszej, drewnianej jeszcze świątyni była św. Agata. W 1583 roku wizytator biskupi zapisał, że kościół jest drewniany i pod wezwaniem Wszystkich Świętych. Ówcześni opiekunowie parafii – kartuzi w 1639 roku wybudowali nową murowaną świątynię w stylu barokowym. Budowla ta, w zmienionej postaci, dotrwała do dziś. Posiada czworoboczną wieżę krytą dzwonowatym hełmem. Na początku XX wieku świątynię rozbudowano dodając niskie neobarokowe nawy boczne i transept.
Na zewnętrznej wschodniej ścianie kościoła znajduje się tablica erekcyjna z XVII wieku z napisem łacińskim: Ten kościół wybudowano na chwałę Trójcy Przenajświętszej, Wszystkich Świętych za brata Kaspera Kocheliusa, prokuratora kartuzi w Trewirze w roku 1639. W 1772 roku kościół został konsekrowany przez bpa Cypriana Wolickiego, sufragana włocławskiego. W 1905 roku powiększono kościół przez dobudowanie po bokach transeptu, dzięki czemu uzyskał kształt krzyża. Obecny kształt architektoniczny świątyni jest skutkiem restauracji prowadzonej w latach 1912-1914 przez ks. proboszcza Anastazego Kopaczewskiego, pod kierunkiem konserwatora prowincji Prusy Zachodnie Bernharda Schmida. Restauratorskie prace malarskie wykonał wówczas malarz Arthur Fahlberg z Friedrichshagen k. Berlina.
Najstarsze zabytki z doby gotyku to: figura Matki Bożej Miłosierdzia w głównym ołtarzu oraz rzeźba św. Barbary. Na wieży znajduje się dzwon z 1400 roku o wadze 717 kg. Cennym zabytkiem jest też rzeźba św. Brunona (XVII w.), patrona kartuzów, która stoi w ogrodzie plebanii. Wyposażenie kościoła pochodzi głównie z XVII i XVIII wieku. Ołtarze prezentują sztukę baroku. Ołtarz główny jest poświęcony Wszystkim Świętym, lewy ołtarz boczny św. Trójcy, a prawy Matce Bożej. W ołtarzu głównym znajduje się ruchomy obraz, a za nim wspominana już figurka MB Miłosierdzia. Do wyposażenia kościoła należą też witrażowe okna, odnowiona chrzcielnica, zabytkowa ambona, odrestaurowane organy, obrazy i sztandary oraz kaszubskie świeczniki i nakrycia ołtarzy. Odnowienie starych dzieł sztuki i wyposażenie w nowe jest zasługą kolejnych proboszczów. Wymienić tu należy ks. Antoniego Prissa, ks. kanonika Edmunda Kosznika i obecnego ks. proboszcza Huberta Kitowskiego.
Obszar parafii goręczyńskiej uległ stopniowo uszczupleniu. W 1928 roku powstała parafia w Szymbarku, a w 1976 roku w Hopowie, w 1983 roku w Somoninie, a w 1986 roku poświęcony został kościół filialny w Ostrzycach. 
Aktualnie do parafii należą wierni Kościoła rzymskokatolickiego z miejscowości: Rąty, Sławki, Ramleje, Ostrzyce, Goręczyno, część Egiertowa i Starkowej Huty.